# Philippe Depienne
Philippe Depienne, né le 27 décembre 1959 à Douai (Nord) et mort le 1er avril 2013 à Dechy,, est un artiste français, sculpteur, plasticien, écrivain et dramaturge.

## Biographie
Très jeune, Philippe Paul Joseph Depienne se révèle doué pour le dessin. Parallèlement, il apprend le travail du métal dans l’entreprise familiale. Après des études d’histoire et d’histoire de l’art, il devient sculpteur en 1987 au retour d’un voyage à Florence. Très vite, il choisit la ferraille de récupération comme matériau d’expression et commence un véritable travail de mémoire, qu’il déclinera au travers de plus d’un millier de sculptures. 
Dès 1990, il est invité dans les grands salons (Grands et Jeunes d’aujourd’hui à Paris, Académie des Beaux-arts d’Arras…) et en 1992, il présente Métanimal à l’Hippodrome de Douai (S.N.). S’ensuivront de très nombreuses expositions dans toute sa région (Lille, Arras, Maubeuge, Le Touquet-Paris-Plage) qu’il écume à la recherche de sa précieuse matière première.
À partir de 1995, Depienne honore de nombreuses commandes publiques (Conservatoire d’Haltern, musée de la Chartreuse de Douai, Centre historique minier de Lewarde, château de Bernicourt et ville de Roost-Warendin). Il travaille avec des grandes entreprises (Europanord, Sollac-Biache, SEDAF) et en 1998, il réalise Autoportrait de Mr Deuche pour le 50e anniversaire de la création de la 2 CV.
L’activité créatrice de Depienne ne se limite pas à la sculpture. En 2005, il publie son 1er roman Une année de plus, suivi de Mortel Gayant en 2006. Puis en 2007, il matérialise le passage de la  sculpture à l’écriture à travers une surprenante exposition de Mots Sculptés à la Bibliothèque de Douai. 
Après 20 années de sculpture, Depienne ne se consacre plus alors qu’à l’écriture, trouvant toujours son inspiration dans les traditions et les valeurs de son Nord natal. En 2008, il crée la compagnie du Rouget Noir et il écrit et met en scène 13 à table, sans compter les absents. Suivront Roger Supermec en 2009, puis Comme par hasard en 2010.

## Œuvres principales

### Sculptures

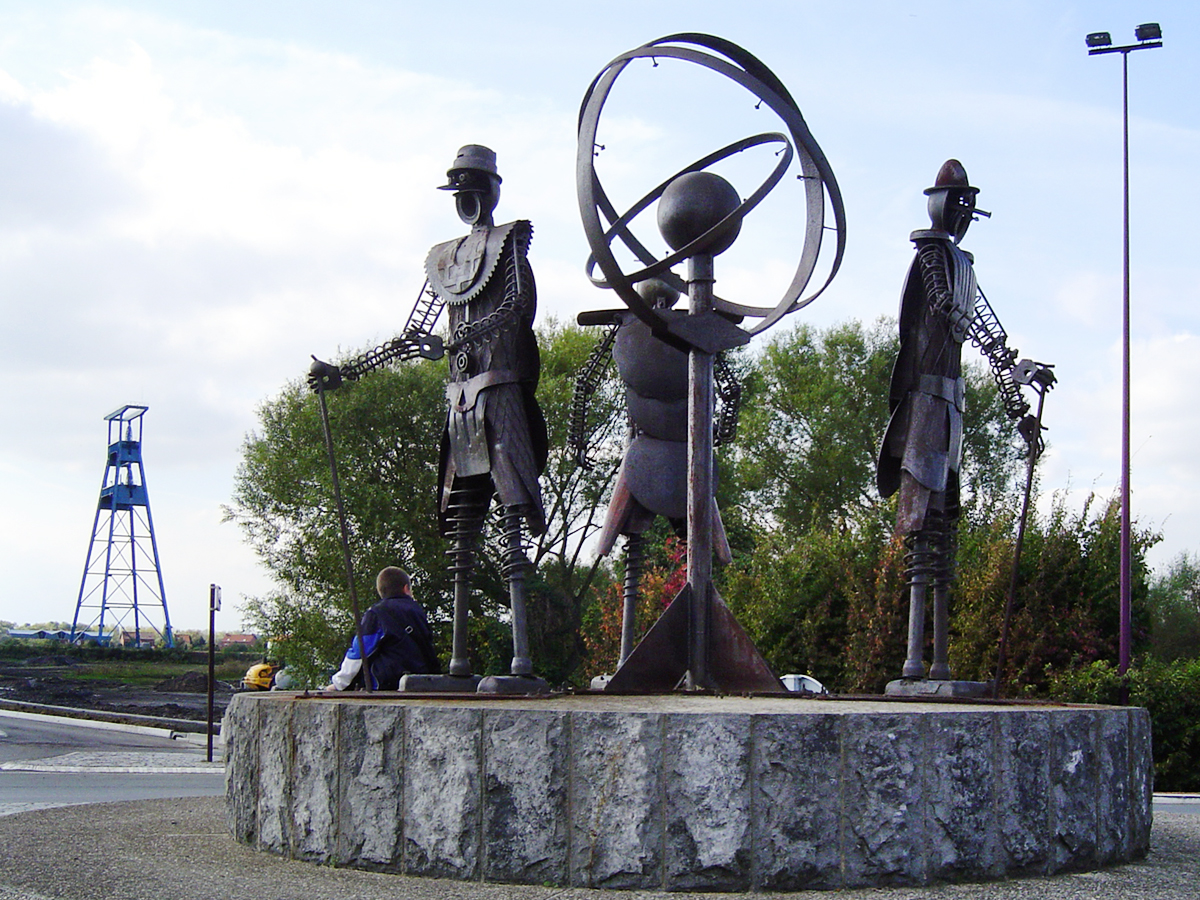
La Java des Gaspards, sculpture de P. Depienne, Roost-Warendin, 1996

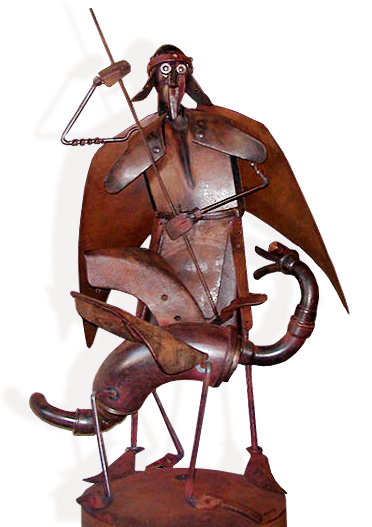
Tant bien que mâle, sculpture de P. Depienne, Cantin, 2006

- 1992 : Métanimal, Hippodrome de Douai (S.N.)[14]
- 1994 : L’Homme au Tambour, Conservatoire d’Haltern, Allemagne
- 1995 : Le Grand Félix, parvis du Smaezi, Douai
- 1995 : Bouquet, Musée de la Chartreuse de Douai[15]
- 1996 : La Java des Gaspards, rond-point du Collège, Roost-Warendin[16]
- 1997 : Giréole, Centre historique minier de Lewarde[17]
- 1997 : L’Ornithomancier, résidence Clovis, Arras
- 1998 : Autoportrait de Mr Deuche, Citroën, 50e anniversaire de la création de la 2CV

### Publications
Romans
- 2005 : Une année de plus, L’Observateur
- 2006 : Mortel Gayant, L’Observateur[18]

Théâtre
- 2008 : 13 à table, sans compter les absents, compagnie du Rouget Noir
- 2009 : Roger Supermec, compagnie du Rouget Noir[19]
- 2010 : Comme par hasard, compagnie du Rouget Noir
- 2011 : Si t'en veux, tu viens !, compagnie du Rouget Noir[20]

## Rétrospective
- Depienne dans tous ses états, à la MJC / Espace Hélios de Lambres-lez-Douai (novembre 2016)[21],[22]